# ファミリーワイド
『ファミリーワイド』は、1982年10月14日から1985年9月26日までフジテレビ系列局が編成していたフジテレビ製作の単発特別番組枠である。

## 概要
『火曜ワイドスペシャル』に続く単発特別番組枠として、1982年10月14日に『木曜ファミリーワイド』と題して編成された。
それから1年後の1983年10月、同時間帯に『木曜おもしろバラエティ』枠が編成されるのに合わせて金曜日へ移動。その際に枠名が『金曜ファミリーワイド』と改められ、1984年9月28日まで同タイトルで編成され続けた。
さらにその後の1984年10月4日、『木曜おもしろバラエティ』との枠交換によって木曜日へと戻り、枠名も元の『木曜ファミリーワイド』へ戻った（一方の『木曜おもしろバラエティ』は、この移動で『金曜おもしろバラエティ』と改題した）。その後、単発ドラマ枠の『木曜ドラマストリート』が新設されたことによって1985年9月26日に終了。フジテレビ系列の単発特別番組枠は『火曜ワイドスペシャル』と『金曜おもしろバラエティ』の2本になった。
『木曜ファミリーワイド』（第1期）から『金曜ファミリーワイド』までは、オープニングテーマにABCの「THE LOOK OF LOVE」のメロディを使用していた。また、『スターどっきり㊙報告』を月に1回ペースで放送したり、サスペンスドラマを中心とする単発ドラマを不定期放送したりしていた。

## 枠名と編成時間の変遷
編成時間はいずれも日本標準時。直前の時間帯には予告ミニ番組『今夜のファミリーワイド』を放送。
木曜ファミリーワイド（第1期）
木曜 20:02 - 21:48 （1982年10月14日 - 1983年9月29日）
金曜ファミリーワイド
金曜 20:02 - 21:48 （1983年10月14日 - 1984年9月28日）
木曜ファミリーワイド（第2期）
木曜 20:02 - 21:48 （1984年10月4日 - 1985年9月26日）

## 放送番組一覧

### 実写映画
- 思えば遠くへ来たもんだ[1] (1980年、松竹) - 1982年11月11日放送。
- 伊豆の踊子[1] (1974年、東宝・ホリプロ) - 1982年12月9日放送。山口百恵主演。
- 絶唱[1] (1975年、東宝・ホリプロ)  - 1983年2月17日放送。山口百恵主演。
- 俺とあいつの物語 (1981年、松竹) - 1983年6月16日放送。
- プロ野球を10倍楽しく見る方法 (1983年、フィルムリンク・フジテレビ) - 1984年4月6日放送。
- プロ野球を10倍楽しく見る方法 PART2 (1984年、フィルムリンク・フジテレビ) - 1985年4月11日放送。
- さよならジュピター (1984年、東宝・イオ) - 1985年6月6日放送。

### アニメ映画
- アルプスの少女ハイジ[1] (1979年、瑞鷹エンタープライズ・東宝東和) - 1982年10月28日放送。テレビアニメの再編集版アニメ映画。
- 宇宙戦艦ヤマト[1] (1979年、オフィス・アカデミー) - 1983年5月26日放送。
- Dr.SLUMP ほよよ! 宇宙大冒険 (1981年、東映動画) - 1983年7月14日放送。
- うる星やつら オンリー・ユー[1] (1983年、キティ・フィルム) - 1984年4月20日放送。

### ドラマ
- いじわる看護婦 - 1982年11月4日放送。中原理恵主演版第1作。第2作以後の作品は『月曜ドラマランド』で放送。
- '83出発進行だよ！サザエさん - 1983年1月6日放送。星野知子主演。
- 松本清張の地の骨 - 1984年3月9日放送。 田村正和主演。
- どすこい大五郎 高見山物語 ジェシー振り向かないで[1] - 1985年2月7日放送。1984年に相撲界を引退した高見山大五郎（元関脇）の現役時代の活躍を描いたドラマで、高見山本人も出演。このドラマの放送当日は、直前の時間帯に放送されていた特撮ドラマ『TVオバケてれもんじゃ』にも高見山がゲスト出演していた。

### バラエティその他
- ムツゴロウとゆかいな仲間たち[1] - 1982年10月14日、1983年1月20日・3月31日・5月5日・8月11日・9月29日、1984年1月6日・3月30日・5月25日・8月10日・10月11日、1985年1月24日放送
- スターどっきり㊙報告[1] - 1982年10月21日・11月18日・12月16日、1983年1月13日・2月10日・3月10日・5月12日・7月21日・9月15日放送。
- これが世界の心霊だ！ - 1983年1月27日・6月2日・10月14日、1985年2月14日放送。
- これがギネスブックだ[1] - 1983年7月7日、1984年3月23日、1985年3月7日・8月1日放送。
- 全国学習塾対抗・偏差値クイズ王決定戦! - 1983年8月4日・1984年8月31日放送。全国97の学習塾から各3名が参加し、学習系クイズに挑戦。司会：高島忠夫・山村美智子（当時局アナ。後の山村美智）。
- 日本の祭りシリーズ - 『火曜ワイドスペシャル』枠より移動。
  - ドリフだワッショイ！'83日本の祭り[1] - 1983年8月18日放送。
  - サヨナラ日本の祭り 熱きファイナル - 1984年8月24日放送。1971年から続いたシリーズの最終回。
- 鈴木健二の気くばりのすすめ[1] - 1983年9月8日放送。
- プロ野球珍プレー・好プレー大賞 - 1983年11月11日・1984年11月8日・1985年7月11日放送。
- ドリフのクリスマスプレゼント - 1983年12月23日・1984年12月20日放送。
- 大江戸花火まつり[1] - 1984年7月27日放送。
- オール・ザッツ・タカラヅカ - 1984年9月7日放送。宝塚歌劇団70周年を記念し、宝塚にまつわるクイズを出題する番組。各組から、出演がある。司会：桂三枝（後の六代目桂文枝）と、元タカラジェンヌの鳳蘭。
- 世界の超豪華・珍品料理[1] - 1984年11月1日・1985年5月2日放送。

### 本枠の時間帯に放送された非・ファミリーワイドの特別番組
- 映画スペシャル キタキツネ物語 (1978年、サンリオ・フィルム) - 1983年10月7日 19:30 - 21:48 放送。
- 映画スペシャル 女王蜂[1] (1978年、東宝) - 1983年11月18日 19:30 - 21:48 放送。石坂浩二主演。
- フジテレビ開局25周年長谷川町子スペシャル サザエさんVS意地悪ばあさんVSいじわる看護婦 - 1984年3月2日 20:02 - 21:48 放送。
- ムツゴロウとゆかいな仲間たち - 1985年4月4日 19:33 - 21:48 (「動物王国15周年特別企画」として)、8月15日 20:02 - 21:48 (「夏休み特別企画」として) 放送。
- ライオンスペシャル '85春・ファッション!歌う国技館 - 1985年2月28日 20:02 - 21:48 放送。
- ドラマスペシャル のぶ子マイウェイ[1] - 1985年6月13日 20:02 - 21:48 放送。